# Ichak Adizes
Ichak Kalderon Adizes (hebr. יצחק קלדרון אדיג'ס, ur. 22 października 1937 r. w Skopje) – amerykańsko-izraelski konsultant biznesowy, były profesor na Uniwersytecie Kalifornijskim w Los Angeles (UCLA) i autor książek z obszaru zarządzania zmianą i transformacji organizacyjnej. Założyciel Adizes Institute i Adizes Graduate School. Twórca Metodologii Adizesa, którą opracował dzięki połączeniu teorii zarządzania z doświadczeniem, które nabył podczas doradzania dyrektorom, menedżerom oraz właścicielom firm i organizacji.
Doradzał takim firmom jak: The Coca-Cola Company, Domino’s Pizza, Northrop Corporation, General Electric.

## Młodość i emigracja
Urodził się 22 października 1937 r. w Skopje. Podczas okupacji Macedonii przez siły Państw Osi, Ichak wraz z innymi członkami jego rodziny, został zesłany do fabryki tytoniu „Monopol”, która pełniła rolę obozu przejściowego. Osadzeni tam Żydzi byli wysyłani do obozu zagłady w Treblince. Ojciec Ichaka przekupił łapówką bułgarskiego urzędnika, dzięki czemu ocalił siebie, Ichaka i swoją żonę przed śmiercią. Po opuszczeniu obozu, znaleźli schronienie w Albanii, podając się za muzułmanów. Historia rodziny Adizesów została przedstawiona w filmie dokumentalnym zatytułowanym I Want To Remember, He Wants To Forget.
W 1948 r. Ichak Adizes przeprowadził się z rodziną do Izraela, gdzie służył w Siłach Obronnych Izraela. Po ukończeniu studiów licencjackich na Uniwersytecie Hebrajskim w Jerozolimie przeniósł się do Stanów Zjednoczonych. W 1963 r. uzyskał stopień doktora w dziedzinie biznesu na Uniwersytecie Columbia.

## Kariera
W ramach rozprawy doktorskiej w 1966 r. badał potencjalne zalety i wady, a także różnice występujące pomiędzy jugosłowiańskim systemem zarządzania, opartym na demokracji przemysłowej, a systemem amerykańskim – „odgórnym”. Wtedy narodził się pomysł opracowania Metodologii Adizesa.
W latach 1967–1982 piastował stanowisko profesora na UCLA. Ponadto wykładał na Uniwersytecie Stanforda, Uniwersytecie Telawiwskim, Uniwersytecie Hebrajskim w Jerozolimie i Uniwersytecie Columbia jako profesor wizytujący. W tym samym okresie, równolegle do swojej działalności na uczelni, doradzał różnym firmom – jedną z takich organizacji była Northrop Corporation.
W 1982 r. zrezygnował ze stanowiska profesora i założył Adizes Institute.

## Metodologia Adizesa

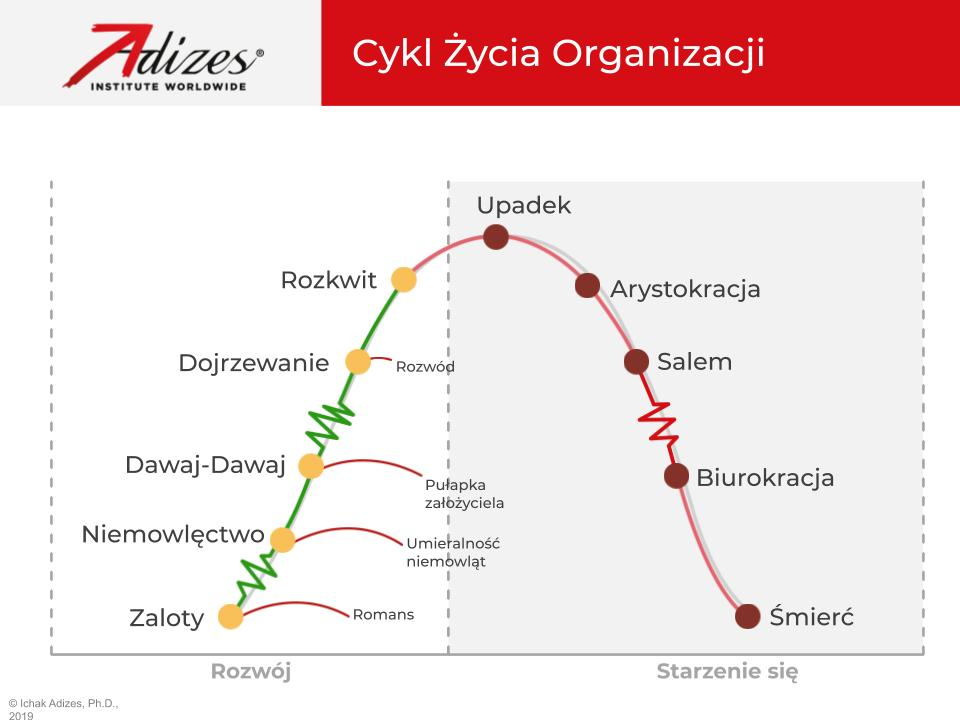
Cykl Życia Organizacji wg dr. Adizesa (nazewnictwo zgodne z polskim wydaniem Managing Corporate Lifecycles)

Adizes wykorzystywał swoją wiedzę na temat zarządzania, aby pomagać firmom, które zatrudniały go jako konsultanta biznesowego. Doradzając tym organizacjom, weryfikował swoje własne koncepcje dotyczące zarządzania. Owocem tej pracy było opracowanie teorii o przewidywalnych i powtarzalnych problemach, zjawiskach, zależnościach, a także o ich rozwiązaniach, które występują we wszystkich organizacjach. Metodologia Adizesa jest zbiorem teorii, zasad postępowania i narzędzi do rozwiązywania problemów, którą stosuje Adizes Institute, doradzając swoim klientom.

### Cykl Życia Organizacji
Metodologia zakłada, że wszystkie organizacje, systemy, a nawet organizmy mają swój cykl życia, który dzieli się na poszczególne etapy. W Cyklu Życia Organizacji wg Adizesa występują następujące fazy rozwoju: Zaloty, Niemowlęctwo, Dawaj-Dawaj, Dojrzewanie, Wczesny Etap Rozkwitu, Późny Etap Rozkwitu; oraz fazy, w których dany system lub organizacja nie rozwija się, zmierzając tym samym do końca swojego życia: Romans, Umieralność Niemowląt, Pułapka Założyciela lub Pułapka Rodzinna, Rozwód, Upadek, Arystokracja, Salem, Biurokracja i Śmierć.
Przejście do następnego etapu stawia organizację lub system przed nowymi problemami, które wymagają porzucenia niektórych zachowań i nauczenia się nowych. Metodologia Adizesa określa, jakie problemy mogą wystąpić na każdym z etapów i dzieli je na normalne i anormalne.
Przykładem problemu normalnego jest niewielka ilość zasad i procedur w młodej firmie (na etapie Niemowlęctwa). Jeśli na tym samym etapie organizacja wprowadzi dużo zasad, procedur i stworzy strukturę organizacyjną, to wówczas będzie miała do czynienia z problemem anormalnym.

### Role Zarządzania (PAEI)

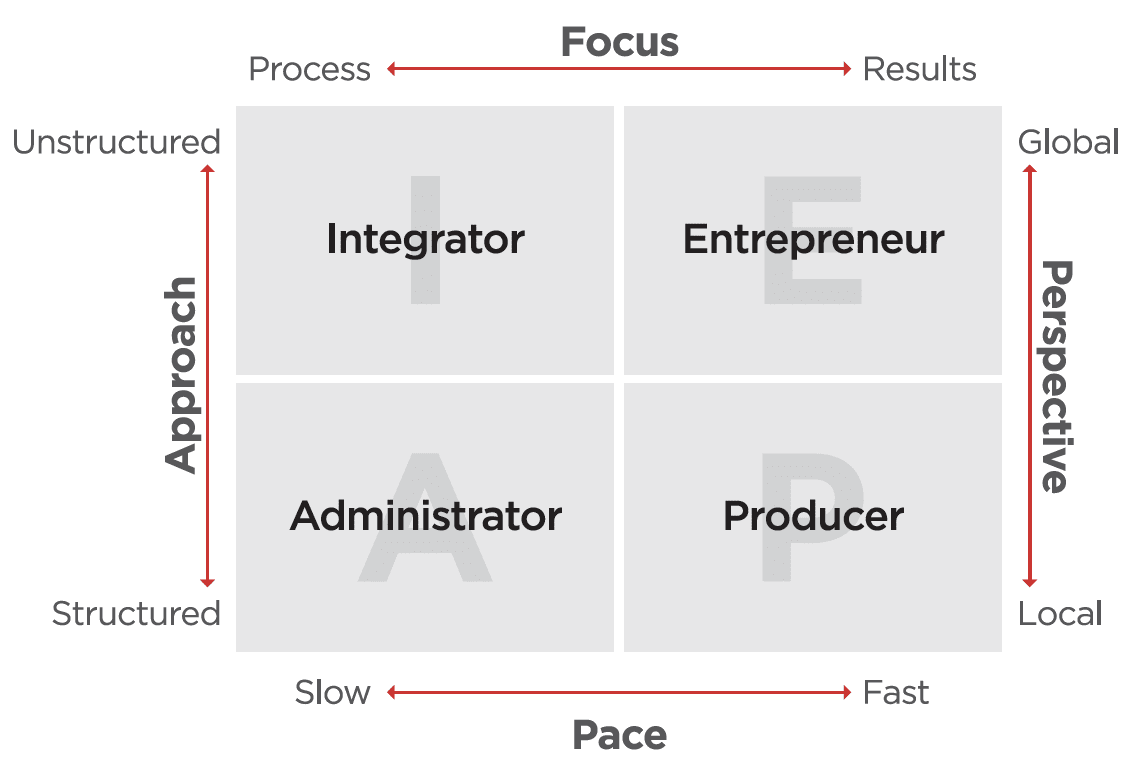
Role Zarządzania (PAEI) wg dr. Adizesa przedstawione na macierzy

W Metodologii Adizesa istnieją cztery role zarządzania, których nazwa kryje się pod akronimem PAEI:
- Rola Celowego działania – (P)urposeful Performance – zapewnia skuteczność w krótkiej perspektywie czasu;
- Rola Administrowania – (A)dministrative – zapewnia wydajność w krótkiej perspektywie czasu;
- Rola Przedsiębiorczości – (E)ntrepreneurial – zapewnia skuteczność w długiej perspektywie czasu;
- Rola Integrowania (I)ntegrative – zapewnia wydajność w długiej perspektywie czasu[16].

Zdaniem dr. Adizesa, w każdej organizacji lub systemie muszą być wypełniane wszystkie cztery role, aby mogła być skuteczna i wydajna krótkoterminowo i długoterminowo. Role zarządzania są przez niego przyrównane do witamin – niedobór jakiejkolwiek roli spowoduje przewidywalne i powtarzalne „choroby”, które można wyleczyć przez uzupełnienie brakujących ról (podobnie jak suplementowanie witamin w ludzkim organizmie).
Role PAEI nie są ze sobą kompatybilne, dlatego bardzo rzadko zdarza się, że jedna osoba potrafi pełnić wszystkie jednocześnie.
Jeśli menedżer w ogóle nie wykonuje jakiejkolwiek z ról PAEI, oznacza to, że jego styl zarządzania jest nieodpowiedni (Mismanagement Style); skrajne style zarządzania, w których dana osoba wypełnia wyłącznie jedną rolę, są określane jako:
- Samotny Wilk (Lone Ranger), [P000] – skoncentrowany wyłącznie na roli (P), co czyni go bardzo produktywnym, lojalnym, ciężko pracującym „człowiekiem czynu”, jednak kosztem braku delegowania obowiązków, szkoleń, czy planowania[19]. Jego podwładni są „pachołkami”;
- Biurokrata (Bureaucrat), [0A00] – skoncentrowany włącznie na roli (A), dzięki czemu jest bardzo zorganizowany, dokładny i zorientowany na detale, tracąc przy tym wizję całości – celu swojej pracy, poświęcając zbyt dużo uwagi zasadom i aspektowi jakościowemu. To, co robią jego podwładni jest mniej istotne od tego, czy przestrzegają zasad[20].
- Podpalacz (Arsonist), [00E0] – skoncentrowany wyłącznie na roli (E) – jego kreatywność i przedsiębiorczość sprawia, że przez cały czas przynosi nowe pomysły i wciąż zmienia zdanie, przez co wprowadza chaos i niechęć do działania u swoich podwładnych;
- Super Wyznawca (Super Follower), [000I] – skoncentrowany wyłącznie na roli (I) – dbając o integralność zespołu, stara się wyczuć obecne nastroje i dostosować do nich swoją opinię, przez co nie jest przywódcą, a jego podwładni to „informatorzy”[21].

## Wyróżnienia
W 2017 r. został uznany za jednego z najlepiej komunikujących się liderów przez The Holmes Report (obecnie PRovoke Media). Obok niego, wyróżnieni zostali między innymi: Steve John (McKinsey), Keith Weed (Unilever) i Jonathan Ive (Apple).
W 2019 r. HR Tech Outlook wymienił jego organizację – Adizes Institute – w rankingu dziesięciu najlepszych firm konsultingowych, doradzających w dziedzinie zarządzania zmianą.